# Procleomenes jianfenglingensis
Procleomenes jianfenglingensis là một loài bọ cánh cứng trong họ Cerambycidae.